# Menhir von Bollendorf
Der Menhir von Bollendorf (auch als Druidenstein oder Eckstein bezeichnet) ist ein Menhir bei Bollendorf im Eifelkreis Bitburg-Prüm in Rheinland-Pfalz.

## Geographische Lage
Der Stein befindet sich nordöstlich von Bollendorf und westlich von Ferschweiler auf dem Ferschweiler Plateau, ungefähr 1,5–2 km südlich des höchsten Punktes. Er steht an der Kreuzung zweier Waldwege am Rand eines Feldes. Der Menhir diente zeitweise als Flurbegrenzung, wovon sich die Bezeichnung „Eckstein“ herleitet. 1,3 km nördlich befinden sich das Fraubillenkreuz und die Menhire II und III von Nusbaum, 2,7 km bzw. 3,6 km nordöstlich befinden sich der Langenstein und der Druidenstein bei Holsthum. Zudem gab es auf dem Ferschweiler Plateau wohl noch vier oder fünf weitere Menhire, die heute nicht mehr existieren. Ob all diese Menhire Teil einer größeren Anlage waren, ist unklar, zumal zwischen dem Menhir von Bollendorf und dem Fraubillenkreuz sowie dem Druidenstein von Holsthum eindeutig keine Sichtachse besteht.

## Beschreibung
Der Menhir besteht aus Lias-Sandstein. Er hat eine Höhe von 220 cm, eine Breite von 157 cm und eine Tiefe von 60 cm. Der Stein ist plattenförmig, leicht geschwungen und hat einen annähernd rechteckigen Querschnitt. Seine Oberseite ist abgeflacht. Eine Schmalseite weist im oberen Bereich eine Wetzrille auf. Weiterhin sind auf dem Stein mehrere Kreuze und Buchstaben eingeritzt.